# 花田十輝
花田 十輝（はなだ じゅっき、男性、1969年 - ）は、日本のアニメ脚本家、ライトノベル作家。現在は株式会社SATZ所属。
祖父は作家・文芸評論家の花田清輝。小山高生主宰の脚本家集団・ぶらざあのっぽ（アニメシナリオハウス）出身。

## 略歴・人物
十輝という名前は、祖父である清輝によって付けられた。ガンダム世代であり富野由悠季ファンでもある。好きなロボットはイデオン。
少年時代からアニメが好きで、大学生の時にアニメ脚本家になるために小山に師事する。
法政大学在学中は、脚本家として食べていくのは難しいだろうという思いからコツコツと貯金し、切り詰めた生活を送っていた。シナリオライターとして生活できないがために別の仕事に手を出し、そのまま廃業していった人間を多く見てきたため、そうならないようにという思いもあっての計画的な貯金だったという。大学卒業後、実際に脚本家としての仕事がなかったため、その貯金を切り崩しながら生活していた。本人は、プロとして生活できている現状を「運が良かった」とも語っている。
脚本家としての初めての仕事は『ジャンケンマン』第46話「ジャンケン村の宝を探せ!」。小山門下だった時、唯一プロットが通った作品であるという。
若手時代に『勇者シリーズ』の企画コンペに参加したことがあり、多くの企画案を出していたが採用には至らなかった。
1990年代初め頃にあかほりさとる事務所に入ったのをきっかけとして、業界について多くのことを学んでいった。当時は『サクラ大戦』の文芸もやっていた。
数年にわたって仕事がない時期が続いていたが、『アベノ橋魔法☆商店街』のシリーズ構成に参加したあたりから、徐々にアニメの仕事が増えていったという。アニメに関しては企画の初期段階から声がかかることもあるが、受けた後で企画自体が無くなったり、同時期に複数の企画が動き出したりするため予測がつかず、仕事量の調整をどうしていいのか悩むことがよくあった。
アニメ制作の都合上、放送よりもかなり前に脚本を書き終えているため、放送を確認する時に「今回はどんな話だったかな」と思ってしまうこともあるが、しかし、放送を見ればどこがオリジナルの部分でどこの部分を書き足したかなど、そういった記憶が克明に蘇ってくるという。
脚本に関しては、元のシナリオがデータとしてある場合でもコピー・アンド・ペーストは絶対にしないという。一字一句をきちんと自分の手で打ち込まないと、その作品に沿ったテンポ（句読点の打ち方も含む）、セリフなどが掴めないという事を理由に挙げている。
東京アニメアワード2019にて個人賞、脚本賞を受賞した。
テレビアニメでは主なサブライターとしてあおしまたかしが参加する。
プロ野球ファンで広島東洋カープを応援しており、自身のTwitterでカープ関連のつぶやきが多く時間があれば関東を中心に球場観戦をしていたり、野球ゲームで自身が担当したアニメキャラを作成して遊んでいる。

## 作品

### テレビアニメ

#### シリーズ構成
2002年
- まほろまてぃっく 〜もっと美しいもの〜（-2003年）
- ぷちぷり*ユーシィ（-2003年）

2003年
- ぽぽたん

2004年
- 花右京メイド隊 La Verite
- ローゼンメイデン

2005年
- ローゼンメイデン トロイメント（-2006年）

2006年
- ローゼンメイデン オーベルテューレ
- かしまし 〜ガール・ミーツ・ガール〜

2007年
- アイドルマスター XENOGLOSSIA
- sola

2008年
- H2O -FOOTPRINTS IN THE SAND-
- S・A〜スペシャル・エー〜
- 夜桜四重奏 〜ヨザクラカルテット〜

2009年
- 宇宙をかける少女
- 生徒会の一存

2010年
- 海月姫

2011年
- レベルE
- 日常
- STEINS;GATE

2012年
- カンピオーネ！ 〜まつろわぬ神々と神殺しの魔王〜
- 中二病でも恋がしたい！
- ROBOTICS;NOTES（-2013年）

2013年
- ラブライブ！（第1期）
- 境界の彼方

2014年
- 中二病でも恋がしたい！戀
- ラブライブ！（第2期）
- ノーゲーム・ノーライフ

2015年
- 艦隊これくしょん -艦これ-
- 響け!ユーフォニアム
- わかば*ガール

2016年
- ラブライブ！サンシャイン!!（第1期）
- 響け！ユーフォニアム2

2017年
- ラブライブ！サンシャイン!!（第2期）

2018年
- シュタインズ・ゲート ゼロ
- 宇宙よりも遠い場所
- やがて君になる

2019年
- ひとりぼっちの○○生活
- グランベルム

2021年
- ラブライブ！スーパースター!!（第1期）

2022年
- ラブライブ！スーパースター!!（第2期）

2023年
- 僕の心のヤバイやつ

2024年
- 戦国妖狐
- 響け!ユーフォニアム3
- ガールズバンドクライ
- ATRI -My Dear Moments-
- 天穂のサクナヒメ
- ラブライブ！スーパースター!!（第3期）

2025年
- メダリスト（第1期）
- フードコートで、また明日。
- グノーシア

2026年
- メダリスト（第2期）

時期未発表
- きみが死ぬまで恋をしたい

#### 脚本
シリーズ構成を担当した作品は、ここでは省く。
1992年
- ジャンケンマン
- ヨーヨーの猫つまみ

1994年
- 楽しいウイロータウン

1995年
- スレイヤーズ

1996年
- スレイヤーズNEXT

2002年
- ちょびっツ
- アベノ橋魔法☆商店街

2003年
- 魔探偵ロキ RAGNAROK

2004年
- BURN-UP SCRAMBLE
- 北へ。〜Diamond Dust Drops〜
- 神無月の巫女
- 学園アリス（-2005年）

2005年
- ああっ女神さまっ
- これが私の御主人様
- D.C.S.S. 〜ダ・カーポ セカンドシーズン〜
- エレメンタル ジェレイド
- 苺ましまろ
- はっぴぃセブン 〜ざ・テレビまんが〜

2006年
- Fate/stay night
- ああっ女神さまっ それぞれの翼
- 砂沙美☆魔法少女クラブ シーズン2

2007年
- CODE-E

2008年
- Mission-E
- 狂乱家族日記

2009年
- 鋼殻のレギオス
- けいおん！
- メタルファイト ベイブレード
- 花咲ける青少年
- しゅごキャラ!! どきっ
- 戦う司書 The Book of Bantorra

2010年
- けいおん!!

2011年
- 夏目友人帳 参
- 君と僕。

2012年
- 夏目友人帳 肆
- 君と僕。2
- アクセル・ワールド
- さくら荘のペットな彼女（-2013年）

2013年
- たまこまーけっと
- とある科学の超電磁砲S
- ストライク・ザ・ブラッド
- マギ The kingdom of magic

2014年
- 七つの大罪（-2015年）

2018年
- こみっくがーるず

### 劇場アニメ
2013年
- 劇場版 STEINS;GATE 負荷領域のデジャヴ
- 小鳥遊六花・改 〜劇場版 中二病でも恋がしたい！〜

2015年
- 劇場版 境界の彼方 -I’LL BE HERE- 過去編
- 劇場版 境界の彼方 -I’LL BE HERE- 未来編
- ラブライブ！The School Idol Movie

2016年
- 劇場版 響け!ユーフォニアム〜北宇治高校吹奏楽部へようこそ〜
- 劇場版 艦これ

2017年
- ノーゲーム・ノーライフ ゼロ
- 劇場版 響け!ユーフォニアム〜届けたいメロディ〜

2018年
- 映画 中二病でも恋がしたい！ -Take On Me-

2019年
- ラブライブ！サンシャイン!!The School Idol Movie Over the Rainbow
- 劇場版 響け!ユーフォニアム〜誓いのフィナーレ〜

2023年
- 特別編 響け!ユーフォニアム〜アンサンブルコンテスト〜

2024年
- 数分間のエールを

2026年
- 劇場アニメ 僕の心のヤバイやつ

### OVA
- 苺ましまろ（2007年）
- あきそら（2009年）
- あきそら〜夢の中〜（2010年）
- 日常の0話（2011年）

### ラジオドラマ
- もっと！ときめきメモリアル（1995年 - 1996年）

### ドラマCD
- 「響け！ユーフォニアム」5th Anniversary Disc 〜きらめきパッセージ〜（2021年）

### 小説

#### 単行本
- ときめきメモリアル（電撃G's文庫） - 第1巻のみ単独執筆、第2巻以降は共著
  - ときめきメモリアル (1)（1997年8月）
  - ときめきメモリアル (2)（1997年10月） - 共著：山田靖智
  - ときめきメモリアル (3)（1997年12月） - 共著：山田靖智
  - ときめきメモリアル (4)（1999年4月） - 共著：あおしまたかし
  - ときめきメモリアル (5)（1999年7月） - 共著：山田靖智
  - ときめきメモリアル (6)（1999年11月） - 共著：あおしまたかし
- お嬢様特急（電撃G's文庫） - 第1巻のみ単独執筆、第2巻以降は共著
  - お嬢様特急 (1)（1998年6月）
  - お嬢様特急 (2)（1998年9月） - 共著：成田良美
  - お嬢様特急 (3)（1998年12月） - 共著：成田良美
- 無敵王トライゼノン ガイアゼノン（富士見ファンタジア文庫）
  - 無敵王トライゼノン ガイアゼノンI 暁の兄妹（2000年9月）
  - 無敵王トライゼノン ガイアゼノンII 裏切りのサウスオーシャン（2001年1月）
  - 無敵王トライゼノン ガイアゼノンIII 暁の彼方に（2001年4月）
- 大嫌いな、あの空に。（2001年1月 スーパーダッシュ文庫）
- くるりくる！ 〜でする来襲〜（2001年9月 スーパーダッシュ文庫）

#### 雑誌掲載
- SECOND STAGE（『月刊ドラゴンマガジン』2001年9月号）
- Twice X'mas（『Cobalt』2001年12月号）

### 漫画
- セイバー・マリオネットJ（『月刊コミックドラゴン』1996年10月号 - 1997年7月号、『月刊ドラゴンジュニア』1997年9月号 - 1999年11月号 / 1997年1月 - 1999年11月 カドカワコミックス・ドラゴンJr. 全5巻） - 原作：あかほりさとる、脚本：花田十輝、キャラクターデザイン：ことぶきつかさ、作画：琴義弓介
- お嬢様特急（『月刊電撃コミックガオ!』 / 1998年10月 - 1999年4月 電撃コミックス） - 原案：花田十輝、作画：勝又礼夫
- くるりくる！（『月刊コミックガム』2001年12月号 - 2005年 / 2002年 - 2005年 GUM COMICS 全4巻） - 作：花田十輝、画：ひよひよ
- ホーロロギオン（『月刊コミック電撃大王』2009年3月号 - 2010年11月号、 / 2009年8月 - 2010年11月 電撃コミックス 全3巻） - 原作：花田十輝、作画：乃花タツ、ギオンデザイン：中央東口

### ゲーム
- 宇宙の騎士テッカマンブレード オービタルリング奪還作戦（1994年） - ゲームシナリオ構成
- お嬢様特急（1998年） - ストーリー原案・構成

### その他
- IDOLY PRIDE（2019年 - ） - 原案